# Kot Ik!
Kot Ik! (ang. Eek! The Cat, 1992–1997) – kanadyjsko-amerykański serial animowany.
Tytułowy bohater jest fioletowym kotem, który przeżywa fantastyczne przygody. Jednak jego pomysły nie zawsze się udają, bowiem często przytrafiają mu się wypadki. Jego miłością jest piękna kotka Annabelle. Największym wrogiem bohatera jest zły rekinopies Sharky.
Wcześniej można go było obejrzeć w Fox Kids / Jetix i TV4 oraz Jetix Play.
Od drugiego sezonu serial został wzbogacony o przygody Straszliwych Gromozaurów (ang. The Terrible Thunderlizards), wśród których są: Doc, Squatt i Kutter, a którzy polują na dwóch ludzi: Billa i Scootera.
Od trzeciego sezonu został zmieniony tytuł na Ik!strawagancja (ang. Eek!stravaganza).
W czwartym sezonie do Ik!strawagancji dołącza kolejna kreskówka – Rupieć, w której to Ryan z Wade’em, niemogąc mieć żadnych zwierząt, z uwagi na alergię ich ojca, przypadkowo ożywiają stertę „rupieci”, przy pomocy wyładowań elektrostatycznych. Innymi bohaterami są: Sandee – siostra Ryana i Wade’a, ponadto Vanna i Kopp.
W 2001 roku, po przejęciu Fox Kids Worldwide przez The Walt Disney Company, prawa do serialu przeszły na Disneya.

## Bohaterowie

### Seria „Kot Ik!”
- Kot Ik – wiecznie mający pecha główny bohater. Jego futro ma kolor fioletowy. Ulubione powiedzenie Ika to: „Kumbaja”.
- Annabelle – wybranka Ika. Jej futro ma kolor różowy.
- Sharky – rekińczyk należący do Annabelle. Ik bardzo go lubi i uważa za przyjaciela, sam Sharky nie znosi głównego bohatera i często go ściga, choć zdarzają się momenty, gdy go toleruje (ze względu na Annabelle).
- J.B. i Wendy Elizabeth – dwójka dzieci. Uwielbiają oglądać w telewizji „Puchate Misie” (parodia słynnego serialu „Troskliwe misie”).
- Elmo – łoś, przyjaciel Ika.
- Platynowa – silna zapaśniczka, w której zakochał się Sharky. Niestety ona nie odwzajemnia jego uczucia.

### Seria „Straszliwe Gromozaury”
- Bill – prehistoryczny człowiek, który jest ścigany przez Gromozaury; ma rude włosy i nosi niebieskie futro; pechowiec i pesymista; jego kwestia po każdorazowym wypadku to: Kiedy się to skończy?!; chętnie by się pozbył swego towarzysza, Scootera.
- Scooter – drugi prehistoryczny człowiek, który jest ścigany przez Gromozaury; wynalazca i odkrywca; optymista; ma blond włosy i nosi rude futro; lubi swego towarzysza, Billa.
- Babs – prehistoryczna kobieta, ukochana Billa; wynik eksperymentu prowadzonego przez naukowców z Jurajskiego Miasta.
- Doc, Kutter, Squatt – banda Gromozaurów, których zadaniem jest zlikwidowanie ludzi.
- Generał Galapagos – zleceniodawca Gromozaurów; ma żonę i małego synka; bardzo porywczy.
- Gnatozaury – Dinoszkielety, wrogowie Gromozaurów.

### Seria „Rupieć”
- Rupieć – zwierzę, które zostało ożywione przy pomocy wyładowań elektrostatycznych przez Ryana i Wade’a.
- Ryan i Wade – dwaj chłopcy, którzy przypadkowo ożywiają stertę rupieci przy pomocy wyładowań elektrostatycznych.
- Vanna – sąsiadka Ryana, Wade’a i Sandee.
- Kopp – chłopiec. Jest bardzo zwariowany i czasem leniuchuje.
- Sandee – siostra Ryana i Wade’a.
- Andrea – matka Ryana, Wade’a i Sandee.
- John – ojciec Ryana, Wade’a i Sandee. Ma alergię na zwierzęta.

## Wersja polska
Opracowanie wersji polskiej: Start International Polska
Reżyseria: Joanna Wizmur
Dialogi polskie:
- Elwira Trzebiatowska (odc. 1, 23-25, 32, 41, 43, 53, 56, 58),
- Rafał Zawada (odc. 2, 38, 46, 59),
- Izabella Korybut-Daszkiewicz (odc. 3, 9, 29-30, 44, 48, 54, 60),
- Ewa Ziemska (odc. 4, 11),
- Barbara Robaczewska (odc. 5, 26, 37),
- Izabella Dziarska (odc. 6, 17-19),
- Piotr Kuś (odc. 7, 39, 55, 63),
- Katarzyna Wojsz-Saaid (odc. 8, 52),
- Hanna Górecka (odc. 10, 12, 20-22, 27, 31, 45, 47),
- Agnieszka Zwolińska (odc. 13),
- Katarzyna Chustecka (odc. 14-15),
- Magdalena Dwojak (odc. 16, 28, 34),
- Jolanta Kamińska i Jacek Szatkowski (odc. 33, 51) na podstawie tłumaczenia Jowity Stachowiak (odc. 36),
- Katarzyna Orzeszek (odc. 42, 61),
- Joanna Sobierska (odc. 49),
- Paulina Malinowska-Kowalczyk (odc. 50, 57, 62),
- Maciej Kowalczyk (odc. 50)

Teksty piosenek:
- Jacek Bończyk (odc. 3, 18, 30),
- Paulina Malinowska-Kowalczyk (odc. 57)

Kierownictwo muzyczne: Marek Klimczuk (odc. 3, 9, 18, 30, 57, 60, 61)
Dźwięk i montaż:
- Janusz Tokarzewski (odc. 1-15, 18, 30-31, 33, 36, 38, 41-63),
- Janusz Kumor (odc. 4, 11-12, 14-17, 19-20, 28),
- Jerzy Wierciński (odc. 16-17, 19-24, 26-29, 32, 34, 37, 39),
- Maria Tokarzewski (odc. 50, 62)

Kierownik produkcji:
- Paweł Kolanowski (odc. 1-8, 10-32, 34, 36-39, 41-43, 45, 47-49, 51-63)
- Jowita Stachowiak (odc. 9, 33, 44, 46, 50)

Piosenki śpiewali:
- Monika Wierzbicka (odc. 60),
- Jacek Kawalec (odc. 61)

W wersji polskiej udział wzięli:
- Wojciech Paszkowski – Ik
- Teresa Lipowska – Babcia
- Janusz Wituch –
  - Mittens (odc. 1, 42, 44, 56, 60),
  - Zoltar,
  - J.B.,
  - Stinky,
  - Cyklop,
  - Fido,
  - Flem,
  - Pan Iwonter,
  - Pingwin Prosiak,
  - Al,
  - Lars,
  - Smok
- Adam Bauman –
  - Pierre,
  - Ivan,
  - Ed,
  - Mittens (seria III),
  - Hank (odc. 29),
  - Jib (pozostałe odcinki),
  - Doktor Steggy (odc. 49, 51-53, 61-62),
  - Sharkules,
  - Zoltar (odc. 55)
- Tomasz Bednarek –
  - Puffy,
  - Prezydent,
  - Gushi,
  - Mittens (odc. 15),
  - Huckleberry,
  - Jib (odc. 29),
  - Hank (pozostałe odcinki),
  - Reporter Jurajskich Wiadomości,
  - Mulder,
  - Nate,
  - Gnatozaury,
  - Pilot,
  - Chris Leary
- Paweł Szczesny –
  - Kozy,
  - Mango,
  - Mikołaj (odc. 13),
  - Biff,
  - Wieloryb (odc. 55),
  - Chuck Jaeger
- Jacek Kopczyński –
  - Wuz Wuz,
  - Mushi,
  - Termi,
  - Blitzen,
  - Ośmiornica,
  - Fabio,
  - El Gordo,
  - Bob White,
  - Jeden z żywych ziemniaków
- Olga Bończyk –
  - Annabelle,
  - Amelia (odc. 33)
- Artur Kaczmarski –
  - Amor,
  - John Heap – ojciec Ryana, Wade’a i Sandee,
  - Pan Lentis
- Jarosław Domin –
  - Cryptie,
  - Króliczek,
  - Don Korneliusz,
  - Sharkynator,
  - Kocikot
- Krystyna Kozanecka –
  - Wiedźma,
  - Jaś Sierota,
  - Alice,
  - Babs (odc. 31, 39, 48),
  - Huggie
- Joanna Wizmur –
  - Wendy,
  - Dolores
- Janusz Zadura –
  - Saggy,
  - Kopp
- Izabela Dąbrowska –
  - Mama (odc. 1-10, 13, 23, 33, 35, 36),
  - Pani Galapagos,
  - Tara,
  - Kelnerka,
  - Andrea Heap – mama Ryana, Wade’a i Sandee,
  - Pani Major,
  - Julie
- Arkadiusz Jakubik –
  - Jacques Kaczko,
  - Kutter
- Jacek Czyż –
  - Ab,
  - Mac,
  - Narrator,
  - Generał Galapagos,
  - Wielka Stopa,
  - Rupieć,
  - Profesor Wiggly,
  - Przywódca żywych ziemniaków
- Jacek Bończyk –
  - Król,
  - Melvis,
  - Oslo,
  - Squatt,
  - Czwarty (odc. 15),
  - Mice-T,
  - Doktor Steggy (odc. 31),
  - Doktor Globulis,
  - John
- Małgorzata Puzio – Sasza
- Tomasz Marzecki –
  - Mózg,
  - Farmer,
  - T-Rex,
  - Mel – Ojciec Vanny,
  - Bzik
- Ryszard Olesiński – Tom
- Zbigniew Konopka –
  - Bigzilla,
  - Elvis,
  - Leniwiec Seymour,
  - Guido
- Ewa Kania – Mama (odc. 11-12, 20)
- Marek Frąckowiak – Elmo
- Mieczysław Morański –
  - Bill,
  - Pan Skarpeta (odc. 15),
  - Checkers
- Jacek Kawalec – Scooter
- Dariusz Odija – Doc
- Monika Wierzbicka –
  - Pam i Polly,
  - Babs (odc. 19)
- Iwona Rulewicz –
  - Kosmocizia,
  - Mama Vanny
- Sławomir Pacek – Szef Gnatozaurów
- Andrzej Gawroński – Mikołaj (odc. 27)
- Józef Mika – Wade
- Agata Gawrońska –
  - Vanna,
  - Mia
- Beata Wyrąbkiewicz – Sandee
- Paweł Iwanicki – Ryan
- Tomasz Kozłowicz – Lektor I (odc. 1-3, 5-10, 13, 18, 22-23, 26, 29-63)
- Piotr Borowiec – Lektor II (odc. 4, 11-12, 14-17, 19-21, 24-25, 27-28)
- Tomasz Grochoczyński – Steven (odc. 37, 55, 60)
- Elżbieta Kopocińska-Bednarek –
  - Cynthia (odc. 58),
  - Margery – sekretarka Generała Galapagos,
  - Platynowa,
  - Różne głosy

i inni

## Odcinki
- Serial w Polsce emitowany był na kanale Fox Kids / Jetix oraz TV4 i Jetix Play.
- Premiery odcinków w Jetix Play:
  - odcinki 1-24 – 6 listopada 2006 roku,
  - odcinki 25-41 – 5 marca 2007 roku,
  - odcinki 42-52 – 5 listopada 2007 roku,
  - odcinki 53-63 – 5 maja 2008 roku.

### Spis odcinków
| Nr                                           | Polski tytuł                       | Angielski tytuł                           |
| -------------------------------------------- | ---------------------------------- | ----------------------------------------- |
|                                              |                                    |                                           |
| SERIA PIERWSZA „Kot Ik”                      |                                    |                                           |
|                                              |                                    |                                           |
| 01                                           | Skłóceni z życiem                  | MiserEek                                  |
|                                              |                                    |                                           |
| 02                                           | Misiaki z sąsiedztwa               | Bearz’n the Hood                          |
|                                              |                                    |                                           |
| 03                                           | Kotsanowa                          | Catsanova                                 |
|                                              |                                    |                                           |
| 04                                           | Ik kontra latający spodek          | Eek vs. the Flying Saucers                |
|                                              |                                    |                                           |
| 05                                           | Przyjaciel małego ducha            | HallowEek                                 |
|                                              |                                    |                                           |
| 06                                           | Przylądek futra                    | Cape Fur                                  |
|                                              |                                    |                                           |
| 07                                           | Hawaje Ik 5-0                      | HawaiiEek 5-0                             |
|                                              |                                    |                                           |
| 08                                           | Międzynarodowa przygoda Ika        | Eek’s International Adventure             |
|                                              |                                    |                                           |
| 09                                           | Wielkie kule futra                 | Great Balls of Fur!                       |
|                                              |                                    |                                           |
| 10                                           | Płaczliwi piraci z Tortugi         | The Whining Pirates of Tortuga            |
|                                              |                                    |                                           |
| 11                                           | Wypadkowy turysta                  | The Eekcidental Tourist                   |
|                                              |                                    |                                           |
| 12                                           | Iksterminator                      | The Eeksterminator                        |
|                                              |                                    |                                           |
| 13                                           | Pomaganie nie boli                 | It’s A Wonderful Nine Lives               |
|                                              |                                    |                                           |
| SERIA DRUGA „Kot Ik i Straszliwe Gromozaury” |                                    |                                           |
|                                              |                                    |                                           |
| 14                                           | Wejście Gromozaurów                | Meat The Thunderlizards                   |
| 14                                           | Wielka wycieczka                   | The Great Eekscape                        |
|                                              |                                    |                                           |
| 15                                           | Pustynna pułapka                   | The Frying Game                           |
| 15                                           | Star TrIk                          | Star TrEek                                |
|                                              |                                    |                                           |
| 16                                           | Cel pal i w nogi                   | Tar And Away                              |
| 16                                           | Kot Apokalipsy                     | Eekpocalypse Now!                         |
|                                              |                                    |                                           |
| 17                                           | Lawa – moja przyszłość             | The Lava My Life                          |
| 17                                           | Ik idzie do piekła                 | Eek! Goes to the Hot Spot                 |
|                                              |                                    |                                           |
| 18                                           | Kociofonia                         | Quadrapedia                               |
| 18                                           | Nie jedzcie szpinaku               | Always Eat Your Spinach                   |
|                                              |                                    |                                           |
| 19                                           | Szybki Ik                          | Speed FrEek                               |
| 19                                           | Wszystko o Babs                    | All About Babs                            |
|                                              |                                    |                                           |
| 20                                           | Udany dzień Ika                    | Eek’s Funny Thing That He Does            |
| 20                                           | Kuracja wstrząsowa                 | Shark Therapy                             |
|                                              |                                    |                                           |
| 21                                           | Na dnie przepaści                  | Something’s Abyss                         |
| 21                                           | Ik pracy się nie boi               | Eeking Out a Living                       |
|                                              |                                    |                                           |
| 22                                           | Latające Gromozaury                | Thundersaurus Wrecks                      |
| 22                                           | Rakieta na Jowisza                 | Rocketship to Jupiter                     |
|                                              |                                    |                                           |
| 23                                           | Zróbmy koło                        | Let’s Make a Wheel                        |
| 23                                           | Noc w parku Puchatych Misiów       | Night on Squishy Mountain                 |
|                                              |                                    |                                           |
| 24                                           | Dinozaury, kłamstwa i video kasety | T-Rex, Lies and Videotape                 |
| 24                                           | Super Ik                           | Eex Men                                   |
|                                              |                                    |                                           |
| 25                                           | Nieznośna lekkość bycia Scooterem  | The Unbearable Lightness of Being Scooter |
| 25                                           | Góra jęczy                         | Mountain Groan                            |
|                                              |                                    |                                           |
| 26                                           | Mechaniczny pies                   | A Sharkwork Orange                        |
| 26                                           | Hiber Gadus                        | Ice Age Kapades                           |
|                                              |                                    |                                           |
| 27                                           | Najszczęśliwsze święta Ika         | It’s a Very Merry Eek’s-mas               |
|                                              |                                    |                                           |
| SERIA TRZECIA „Ik!Strawaganza”               |                                    |                                           |
|                                              |                                    |                                           |
| 28                                           | Płetwiska                          | Paws                                      |
| 28                                           | Na linii ogona                     | In the Line of Fur                        |
|                                              |                                    |                                           |
| 29                                           | Rydwany futra                      | Chariots of Fur                           |
| 29                                           | Kochanie, zmniejszyłem kota        | Honey I Shrunk the Cat                    |
|                                              |                                    |                                           |
| 30                                           | Shark Doggy Dog                    | Shark Doggy Dog                           |
| 30                                           | Fatalne zaIkoczenie                | Fatal Eektraction                         |
|                                              |                                    |                                           |
| 31                                           | Dobry, zły i Puchate Misie         | The Good, the Bad and the Squishy         |
| 31                                           | Narodziny urodzin                  | Birth of a Notion                         |
|                                              |                                    |                                           |
| 32                                           | Między nami filmowacami            | Eek’s SnEek PEek                          |
| 32                                           | Gromowe lata                       | The Thunder Years                         |
|                                              |                                    |                                           |
| 33                                           | Z archiwum Ik                      | The Eex Files                             |
| 33                                           | Bolesne rozmowy                    | The Hurting Show                          |
|                                              |                                    |                                           |
| 34                                           | Gwiezdne koty                      | Paw Sores                                 |
| 34                                           | Wyrazy współczucia od T-Rexa       | T-Rex and Sympathy                        |
|                                              |                                    |                                           |
| 35                                           | Ikzorcysta                         | The Eeksorcist                            |
| 35                                           | Postrach dżungli                   | Boo Thunder                               |
|                                              |                                    |                                           |
| 36                                           | Władca pcheł                       | Lord of the Fleas                         |
| 36                                           | Pocztówki ze Strefy X              | Postcards From the X-Zone                 |
|                                              |                                    |                                           |
| 37                                           | Koszmar z ulicy Ika                | Eekstremely Dull                          |
| 37                                           | Planeta naleśników                 | Planet of the Crepes                      |
|                                              |                                    |                                           |
| 38                                           | Swobodny jeździec                  | Eeksy Rider                               |
| 38                                           | Sharkynator                        | A Sharkdog Day Afternoon                  |
|                                              |                                    |                                           |
| 39                                           | Buntownik bez pazura               | Rebel Without the Claws                   |
| 39                                           | Magiczna pałeczka                  | Cromagnon Farce                           |
|                                              |                                    |                                           |
| 40                                           | Urodziny Sharky’ego                | This Eek’s Your Life                      |
| 40                                           | Szklana pułapka                    | Try Hard                                  |
|                                              |                                    |                                           |
| SERIA CZWARTA „Ik!Strawaganza”               |                                    |                                           |
|                                              |                                    |                                           |
| 41                                           | Dolina psów                        | Valley of the Dogs                        |
| 41                                           | Rupieć                             | Klutter                                   |
|                                              |                                    |                                           |
| 42                                           | Pup Fiction                        | Pup Fiction                               |
| 42                                           | Grasująca infekcja                 | The Klutter and I (Infection)             |
|                                              |                                    |                                           |
| 43                                           | Znudzone kotki                     | Natural Bored Kittens                     |
| 43                                           | Jaszczur z Krainy Aaaah            | Lizard of Aaaahs                          |
|                                              |                                    |                                           |
| 44                                           | EpIk-demia                         | OutbrEek                                  |
| 44                                           | Arktyczny wybuch                   | Arctic Blast                              |
|                                              |                                    |                                           |
| 45                                           | Przylepna ośmiornica               | Octopussy Cat                             |
| 45                                           | Zmieszany Rupieć                   | Mixed Klutter                             |
|                                              |                                    |                                           |
| 46                                           | Sporty Ikstremalne                 | Going To Eekstremes                       |
| 46                                           | Koniec cywilizacji                 | Bi-Pedator                                |
|                                              |                                    |                                           |
| 47                                           | Zamieszanie z poplątaniem          | Dazed and Eekstremely Confuzed            |
| 47                                           | Szalony naukowiec                  | FrankenKlutter                            |
|                                              |                                    |                                           |
| 48                                           | Kosmos 2000                        | Eek Space-9                               |
| 48                                           | Praprzygody człowieka              | The Last yawn of subman                   |
|                                              |                                    |                                           |
| 49                                           | AbsolwIk                           | The GraduEek                              |
| 49                                           | Pięciu i ½ wspaniałego             | The Magnificent 5½                        |
|                                              |                                    |                                           |
| 50                                           | Bob White                          | PolitEekly Correct                        |
| 50                                           | Piekielne życie                    | Whatta Woild                              |
|                                              |                                    |                                           |
| 51                                           | Wymarzona pułapka                  | Goop Dreams                               |
| 51                                           | Noc żywych ziemniaków              | Night of the Living Spuds                 |
|                                              |                                    |                                           |
| 52                                           | Życie jak w Madrycie               | It’s a Thunderful Life                    |
| 52                                           | Masło, Rupieć i dżem               | Peanut, Klutter, and Jelly                |
|                                              |                                    |                                           |
| 53                                           | Burza i strach                     | Thunder & Frightning                      |
| 53                                           | Duch stawu                         | The Ghost of Goober Bottom Pond           |
|                                              |                                    |                                           |
| 54                                           | Gromozaury górą                    | The Thunder of It All                     |
| 54                                           | Podwieczorek próżności             | Bonfire of the Vanna-Tea                  |
|                                              |                                    |                                           |
| SERIA PIĄTA „Ik!Strawaganza”                 |                                    |                                           |
|                                              |                                    |                                           |
| 55                                           | MistIk Pizza                       | MystEek Pizza                             |
| 55                                           | DiabolIk                           | DiabolEek                                 |
|                                              |                                    |                                           |
| 56                                           | Ik Berlińczykiem                   | Eek Bin Ein Berliner                      |
| 56                                           | Pre-histeryczny człowiek           | Pre-hysteric Man                          |
|                                              |                                    |                                           |
| 57                                           | Zwariowany Rock and Roll           | Molten Rock-n-Roll                        |
| 57                                           | Burza w dolinie                    | Thunder Valley                            |
|                                              |                                    |                                           |
| 58                                           | Snowboardziści                     | Snowbored                                 |
| 58                                           | Pięść złośnika                     | Fists of Furry                            |
|                                              |                                    |                                           |
| 59                                           | Wyspa doktora Miauro               | The Island of Dr. Meow                    |
| 59                                           | Ścigany                            | The FugEektive                            |
|                                              |                                    |                                           |
| 60                                           | Koszmar z ulicy Elmo               | Nightmare On Elmo St.                     |
| 60                                           | Wiewióro-rewia                     | Show Squirls                              |
|                                              |                                    |                                           |
| 61                                           | MuzIka                             | The Sound of MusEek                       |
| 61                                           | Ach, ta ludzkość                   | Oh…. The Humanity                         |
|                                              |                                    |                                           |
| 62                                           | Noc żywej śmierci                  | Night of the Living Duds                  |
| 62                                           | Człowiek sam w domu                | Home O’Sapien Alone                       |
|                                              |                                    |                                           |
| 63                                           | Rocky-Ik                           | Rock-Eek 6                                |
| 63                                           | Ikscalibur                         | Eekscaliber                               |
|                                              |                                    |                                           |